# Huayna Wila
Huayna Wila es una agrupación boliviana de música folclórica liderada por el compositor y cantante paceño Álvaro Velasco.
Las composiciones de Huayna Wila se caracterizan por el uso de jerga popular boliviana y onomatopeyas tradicionales propias del folclore nacional. La primera se manifiesta en expresiones cotidianas del habla local, mientras que la segunda incorpora palabras que imitan sonidos rítmicos o melódicos.

## Historia
El origen de Huayna Wila, que en aimara y quechua significa “sangre joven”, se remonta a 1998, cuando comenzó a presentarse en peñas folklóricas con una formación integrada por Andrés Santalla, Osvaldo Zúñiga, Marzo Auza, Ramiro Velasco, Iván Torrez Loaiza, Álvaro Velasco y Javier Chura. A lo largo del tiempo, la agrupación atravesó varios cambios en su alineación, consolidando su presencia en la escena musical nacional.
La conformación actual del proyecto incluye a Zenón Salgueiro (batería), Reynaldo Alegría (guitarra), David Laura Blanco (charango), Carlos Vidaurre y Vicente Chasqui (vientos), Iván Torrez Loaiza (bajo) y Álvaro Velasco como cantautor y líder.
Tras un periodo de pausa, el grupo relanzó su propuesta musical con el disco Evolución, publicado en 2017. Según declaraciones de Velasco, el álbum representa una renovación del enfoque artístico, con el objetivo de llevar el folclore paceño a nuevos públicos sin perder su contenido social ni su identidad cultural.
Desde el relanzamiento del proyecto bajo el nombre Huayna Wila – Álvaro Velasco en 2021, se han difundido nuevas canciones como “Lloro”, “Dime si es verdad”, “Seco mojado”, “Para tener mi corazón” y la morenada “Una más y voy”.
En octubre de 2023, Huayna Wila presentó el tema Cueca para Oruro, una composición dedicada a la ciudad de Oruro. La canción hace referencia a la devoción por la Virgen del Socavón y se enmarca como un homenaje a la identidad cultural orureña, desde una visión personal y emotiva de su autor.
Durante febrero de 2024, Álvaro Velasco anunció el lanzamiento del álbum Una más y me voy, compuesto por once temas inéditos que recorren géneros como morenada, caporal, tinku y cullaguada. El título, tomado de una expresión habitual en celebraciones populares, fue presentado como una forma de conectar con el público mediante referencias culturales reconocibles.
A comienzos de 2024, surgió una disputa entre Álvaro Velasco y su hermano Ramiro Velasco por el uso del tema Eclipse de amor. Álvaro, autor registrado de la canción, denunció públicamente que su hermano la interpretaba sin autorización, lo que generó una controversia mediática y familiar.

## Discografía
Álbumes de estudio
- 2019: Morenada Metal

## Sencillos
- 2021: Un Peso
- 2022: Lloro
- 2022: Sumaj Tikita
- 2022: Una Más
- 2022: Sírvame una copa
- 2022: Dime si es verdad
- 2023: Seco Mojado